# Rudersdal Rådhus
Rudersdal Rådhus (tidligere Søllerød Rådhus) Øverødvej 2 i Holte, er det administrative centrum for Rudersdal Kommune. Kommunen erstattede i 2007 Søllerød Kommune.
Rådhuset er opført for Søllerød Kommune 1940-1942 efter tegning af arkitekterne Arne Jacobsen og Flemming Lassen. Bygningen blev indviet den 16. marts 1942 under Besættelsen. I 1964 opførtes tilbygningen mod øst ved samme arkitekter. Det regnes for et af Jacobsens hovedværker i Danmark og blev fredet i 1992.
Rådhuset afløste det gamle Søllerød Rådhus i palæstil på Søllerødvej 64 fra 1903-1904 (indviet 21. maj) efter tegning af Christian Mandrup-Poulsen og Martin Larsen. Det gamle rådhus findes endnu.